# Матс Хумелс
Матс Юлиан Хумелс (на немски: Mats Julian Hummels, роден 16 декември 1988 г.) е бивш германски футболист, който играе на позицията защитник. Юноша на Байерн Мюнхен, през 2008 г. е даден под наем в Борусия Дортмунд, където впоследствие остава с постоянен договор до 2016 г. и завръщането си при баварците. През 2025 г. завършва кариерата си в италианския Рома. Хумелс е считан за един от най-добрите немски защитници.

## Биография
Матс Хумелс е роден в Бергиш Гладбах, Северен Рейн-Вестфалия. Баща му, Херман Хумелс, е бивш професионален футболист и треньор.

## Кариера

### Байерн Мюнхен
Хумелс е продукт от школата на Байерн Мюнхен. Подписва първия си професионален договор на 19 декември 2006 г., със срок до 2010 г. На 19 май 2007 г. прави дебюта си за Байерн за победата с 5:2 над Майнц 05.

### Борусия Дортмунд
През януари 2008 г. бива даден под наем на Борусия Дортмунд, а година по-късно подписва с тях дългосрочен договор за 4 милиона евро. Матс Хумелс става един от най-важните футболисти на жълто-черните и образува невероятна двойка централни защитници с Невен Суботич.

### Завръщане в Байерн Мюнхен
На 23 май 2016 г. Матс Хумелс официално слага подписа си върху договор с Байерн Мюнхен. Германският национал парафира договор до 2021 година, напускайки големия конкурент на баварците в последните години Борусия Дортмунд.

## Национален отбор
На 13 май 2010 г., Матс Хумелс прави своя дебют за Германия в приятелски мач срещу отбора на Малта в Аахен. Появява се в игра в 46-ата минута на мястото на Сердар Ташчъ. През 2014 г. участва на Световното първенство с отбора на Германия и става световен шампион, като играе в почти всички срещи на тима по време на Мондиала.
През 2021 вкарва глупав авто гол, заради който Германия губи мача.

## Успехи

### Клубни
Борусия Дортмунд
- Бундеслига: 2010/11, 2011/12
- Купа на Германия: 2011/12
- Суперкупа на Германия: 2013, 2014

### Национален отбор
- Световно първенство по футбол: 2014
- Европейско първенство по футбол за младежи до 21 г.: 2009